# الوقاية من تعاطي المخدرات

مقياس لتقييم مدى ضرر أنواع المخدرات

الوقاية من تعاطي المخدرات، والمعروف أيضًا باسم منع تعاطي المخدرات، هي عملية تحاول منع بداية تعاطي المخدرات أو الحد من تطور المشكلات المرتبطة باستخدام المؤثرات نفسية المفعول. قد تركز جهود الوقاية على الفرد أو محيطه. يركز المفهوم المعروف باسم الوقاية البيئية على الظروف أو السياسات المتغيرة للمجتمع المحلي بحيث يُقلل توافر المواد وكذلك تقليل الطلب عليها.
تركز جهود الوقاية من تعاطي المخدرات عادة على القصر - الأطفال والمراهقين وخاصة الذين تتراوح أعمارهم بين 15 و35 عامًا. المواد المستهدفة عادة بالجهود الوقائية تشتمل على الكحول (بما في ذلك شراهة شرب الكحوليات والتسمم الكحولي والقيادة تحت تأثير الكحول) والتبغ (بما في ذلك السجائر وأشكال مختلفة منه والتي لا تُدخن) والماريجوانا والمواد المستنشقة (المذيبات المتطايرة بما في ذلك من بين أشياء أخرى، الغراء ووقود السيارات والهباء الجوي والإيثر، أبخرة من سائل التصحيح وأقلام الوسم)، والكوكايين، والميثامفيتامين، والمنشطات، وعقاقير النادي (مثل إم دي إم أيه)، والمواد الأفيونية. تُعد الدعوة المجتمعية ضد تعاطي المخدرات أمرًا ضروريًا نظرًا للزيادة الكبيرة في الجرعات الزائدة من المواد الأفيونية في الولايات المتحدة وحدها. تشير التقديرات إلى أن نحو مئة وثلاثين شخصًا ما زالوا يفقدون حياتهم يوميًا بسبب الجرعات الزائدة من المواد الأفيونية وحدها.

## عوامل الحماية والمخاطر
البيئة والعوامل الداخلية هما عاملان رئيسيان يساهمان في احتمال تعاطي المخدرات. تشمل العوامل البيئية في مرحلة المراهقة للفرد ما يلي: إساءة معاملة الأطفال، والتعرض للعقاقير، وقلة الإشراف، وتأثير وسائل الإعلام، وضغط الأقران. قد يؤدي نشاط المخدرات في مجتمع الفرد إلى تطبيع استخدام المخدرات. وبالمثل، إذا خضع الفرد للعلاج ثم أُعيد إلى نفس البيئة التي غادرها، فهناك فرصة كبيرة لأن ينتكس هذا الشخص إلى سلوكه السابق. العوامل الداخلية الموجودة داخل الطفل أو التي تعتمد على الشخصية هي تقدير الذات وضعف المهارات الاجتماعية والتوتر والمواقف تجاه المخدرات والاضطراب النفسي والعديد من العوامل الأخرى. هناك عدد قليل من العوامل الأخرى التي تساهم في تعاطي المخدرات في سن المراهقة وهي عدم وجود أو عدم قدرة الوالدين الفقراء على التواصل مع الأطفال، وإمكانية الوصول غير الخاضع للإشراف للكحول في المنزل، والتمتع بالكثير من الحرية، وترك الطفل بمفرده لفترات طويلة من الزمن. بالإضافة إلى ذلك، يوجد دليل على أن الجنس يخفف من تأثير عوامل الأسرة والمدرسة والأقران على تعاطي المراهقين للمخدرات وإساءة معاملتهم. على سبيل المثال، تشير بعض الدراسات إلى أن عدم العيش مع كلا الوالدين البيولوجيين أو ضعف التواصل بين الوالدين والمراهقين مرتبط بتعاطي المخدرات، خاصة عند المراهقات.
تحدث فترات الخطر الرئيسية لتعاطي المخدرات أثناء التحولات الرئيسية في حياة الطفل. بعض هذه الفترات الانتقالية التي يمكن أن تزيد من احتمالية تعاطي الشباب للمخدرات هي البلوغ، والانتقال، والطلاق، وترك المنزل والدخول إلى المدرسة. يمكن أن تكون التحولات المدرسية مثل تلك من المدرسة الابتدائية إلى المتوسطة أو المدرسة المتوسطة إلى المدرسة الثانوية أوقاتًا يكون فيها الأطفال والمراهقون صداقات جديدة ويكونون أكثر عرضة للوقوع في البيئات التي تتوفر فيها المخدرات. فحصت إحدى الدراسات الحديثة أنه بحلول الوقت الذي يكون فيه كبار السن في المدرسة الثانوية، سوف يكون ما يقرب من 70% قد جربوا الكحول، وسوف يتناول نصفهم مخدرًا غير قانوني، وسوف يدخن 40% تقريبًا سيجارة، وسوف يستخدم أكثر من 20% وصفة طبية لمخدرات لغرض غير طبي. بالإضافة إلى ذلك، ثبت أن الإفراط في تناول المشروبات الكحولية يزداد بمجرد مغادرة الفرد المنزل للالتحاق بالجامعة أو العيش بمفرده.
معظم الشباب لا يتقدمون نحو تعاطي المخدرات الأخرى بعد التجربة. أظهرت الأبحاث أنه عندما يبدأ تعاطي المخدرات في سن مبكرة، فهناك احتمال أكبر لحدوث الإدمان. ثلاثة عوامل تفاقم يمكن أن تؤثر على تعاطي المخدرات ليصبح الشعب متعاطي، الموافقة الاجتماعية، ونقص المخاطر المتصورة، وتوافر المخدرات في المجتمع. الشباب من بعض الديموغرافيات هم أيضًا أكثر عرضة لسوء المعاملة والإدمان. تشمل هذه المجموعات أولئك الذين يعانون من مرض عقلي وينتمون إلى تاريخ عائلي من الإدمان. ومع ذلك، يثبت بعض المراهقين الذين يعانون من التشخيص المزدوج أنه لا توجد دائمًا علاقة سببية بين المرض العقلي ومشكلة تعاطي المخدرات. علاوة على ذلك، عندما يحدث الإدمان، من المرجح أن يحتاج الشباب إلى إعادة تأهيل المراهقين كشكل من أشكال العلاج. معظم الشباب لديهم تصور خاطئ بأنهم قد لا يقهرون. يعتقد هؤلاء الأفراد أن التغييرات لن تجرى حتى يحدث حدث شديد مثل تعاطي صديق لجرعات زائدة أو حادث سيارة أو حتى الموت. حتى مع ذلك، فمن غير المحتمل أن يروا العلاقة بين الاستخدام والصدمة.

## خطط للوقاية من تعاطي المخدرات

### برامج الوقاية الأسرية
يمكن لبرامج الوقاية أن تعزز عوامل الحماية بين الأطفال الصغار من خلال تعليم الوالدين مهارات تواصل أفضل مع الأسرة، وأساليب تأديب مناسبة، وتطبيق قواعد صارمة ومتسقة، ونهج إدارة الأسرة الأخرى. تؤكد الأبحاث فوائد توفير الآباء لقواعد انضباط متسقة، والتحدث إلى الأطفال عن المخدرات، ومراقبة أنشطتهم، والتعرف على أصدقائهم، وفهم مشاكلهم ومخاوفهم، والمشاركة في تعلمهم. تستمر أهمية العلاقة بين الوالدين والطفل خلال فترة المراهقة وما بعدها (المعهد الوطني لتعاطي المخدرات، 2003).
أجرى سميت وفردورمن ومنشور وسميل تحليلًا بحثيًا لقياس فعالية التدخلات العائلية حول تعاطي المخدرات والكحول في سن المراهقة. وفقًا لبياناتهم، فإن تعاطي الكحول والمخدرات شائع جدًا في المجتمعات الغربية. على سبيل المثال، 18٪ من الشباب الذين تتراوح أعمارهم بين 12 و14 عامًا في الولايات المتحدة قد انغمسوا في الإفراط في الشرب. وفقًا للكميات في عام 2006، وجد أن 73٪ من الطلاب الأمريكيين البالغين 16 عامًا قد تناولوا الكحول؛ في شمال أوروبا تبلغ هذه النسبة 90٪. نظرًا لأن الاستخدام المبكر للكحول والمواد الأخرى قد يتسبب في خطورة صحية، فلا بد من إيجاد حلول فورية لهذه المشكلة.

### برامج الوقاية المدرسية
توجد عدد من برامج الوقاية المجتمعية والفصول التي تهدف إلى تثقيف الأطفال والأسر حول أضرار تعاطي المخدرات. بدأت المدارس في تقديم فصول موجهة لتعاطي المخدرات لطلابها في الصفوف الدنيا مثل مرحلة ما قبل المدرسة. لقد ثبت أن إدراج دراسات الوقاية في مناهج الفصول الدراسية في سن مبكرة يساعد في كسر السلوكيات المبكرة التي قد تكون علامات على تعاطي المخدرات في المستقبل. نحو 40٪ من الأطفال قد جربوا الكحول عندما بلغوا سن العاشرة.
هناك منظمات تقوم بالتثقيف والدعوة والتعاون للحد من مشاكل المخدرات والكحول في الولايات. قد تبدأ بعض البرامج بالسماح للطلاب بالتفاعل وتعلم مهارات مثل كيفية رفض المخدرات. ثبت أن هذه طريقة أكثر فاعلية من الأساليب التعليمية أو غير التفاعلية. عند معالجة التأثيرات المباشرة (على سبيل المثال، الأقران) والتأثيرات غير المباشرة (على سبيل المثال، تأثير وسائل الإعلام)، يكون البرنامج أكثر قدرة على تغطية التأثيرات الاجتماعية الواسعة التي لا تأخذها معظم البرامج في الاعتبار. البرامج التي تشجع على الالتزام الاجتماعي بالامتناع عن المخدرات تظهر معدلات أقل من تعاطي المخدرات. يميل جعل المجتمع خارج المدرسة للمشاركة وكذلك استخدام قادة الأقران لتسهيل التفاعلات جانبًا فعالًا من هذه البرامج. أخيرًا، قد يؤدي تعليم الشباب والمراهقين المهارات التي تزيد من مهارات المقاومة في المواقف الاجتماعية إلى زيادة عوامل الحماية في تلك الفئة من السكان.

### برامج الوقاية المجتمعية
تعمل برامج الوقاية على مستوى المجتمع مع المنظمات المدنية والدينية وإنفاذ القانون والمنظمات الحكومية الأخرى من أجل تعزيز قواعد مكافحة المخدرات والسلوكيات الاجتماعية. تساعد العديد من البرامج في جهود الوقاية عبر الإعدادات للمساعدة في إرسال الرسائل عبر المدرسة والعمل والمؤسسات الدينية ووسائل الإعلام. أظهرت الأبحاث أن البرامج التي تصل إلى الشباب من خلال أوضاع متعددة يمكن أن تؤثر بشكل ملحوظ على أعراف المجتمع. عادةً ما تتضمن البرامج المجتمعية أيضًا تطوير السياسات أو تنفيذ اللوائح وجهود وسائل الإعلام وبرامج التوعية على مستوى المجتمع. تلعب زيادة التثقيف الصحي في المجتمع دورًا أيضًا في المساعدة على تقليل عواقب تعاطي المخدرات.